# Буонокоре, Паскуале
Паскуале Буонокоре (итал. Pasquale Buonocore; 17 мая 1916, Неаполь — 1 сентября 2003, там же) — итальянский ватерполист, выступавший за национальную сборную Италии по водному поло в конце 1940-х годов. Чемпион летних Олимпийских игр в Лондоне, чемпион Европы.

## Биография
Паскуале Буонокоре родился 17 мая 1916 года в Неаполе, Италия. На клубном уровне выступал за местную команду Rari Nantes Napoli.
Впервые заявил о себе на международной арене в 1947 году, выиграв чемпионат Европы в Монте-Карло.
Наибольшего успеха как ватерполист добился в сезоне 1948 года, когда вошёл в основной состав итальянской национальной сборной и благодаря череде удачных выступлений удостоился права защищать честь страны на летних Олимпийских играх в Лондоне. В программе водного поло итальянцы под руководством тренера Пино Валле взяли верх над Австралией и сыграли вничью с Югославией на предварительном этапе, затем во втором раунде победили Венгрию. В полуфинальной и финальной стадиях одержали победу над всеми соперниками по группам, Францией, Египтом, Нидерландами и Бельгией, заняв тем самым первое место и завоевав золотые награды. Буонокоре при этом сыграл во всех семи матчах своей команды.
В следующей Олимпиаде в Хельсинки, где итальянцы стали бронзовыми призёрами, уже участия не принимал.
Умер 1 сентября 2003 года в Неаполе в возрасте 87 лет.